# Cola ficifolia
Cola ficifolia är en malvaväxtart som beskrevs av Maxwell Tylden Masters. Cola ficifolia ingår i släktet Cola och familjen malvaväxter.

## Underarter
Arten delas in i följande underarter:
- C. f. bilenguensis
- C. f. macrantha